# Alejandro Rejón Huchin
Wilberth Alejandro Rejón Huchin (Kanasín, Yucatán, 18 de mayo de 1997) es un poeta,  gestor cultural, editor, académico y periodista mexicano. Director del festival internacional de poesía de Tecoh, Yucatán, ha recibido diversas distinciones por su labor en los medios cultural y literario. En 2023 fue nombrado Huésped Distinguido de Salamanca, España como homenaje a su trayectoria literaria, siendo el más joven en recibir el título de honor. Ha sido becario del Consejo Nacional para la Cultura y las Artes (Conaculta), Fondo Nacional para la Cultura y las Artes (Fonca), Instituto Nacional de Bellas Artes y Literatura (INBA) y del Conahcyt. 
Parte de su trabajo ha sido traducido al árabe, bengalí, catalán, francés, griego, italiano y rumano. Durante su trayectoria ha participado en eventos y congresos de literatura en su país, Suecia, Bolivia, Cuba, Canadá, Guatemala y Venezuela.
Sus obras aparecen publicadas en la Enciclopedia de la Literatura en México (Elem).

## Biografía
Cursó estudios de Literatura Latinoamericana en la UADY, es licenciado en Desarrollo y Gestión Interculturales con enfoque en gestión del patrimonio cultural, maestro en letras hispanoamericanas por la UNAM y la UNED, y doctor en Artes y Humanidades por la UNED.  Es fundador y  director de la revista literaria Marcapiel, comenzó su carrera como escritor tras obtener el primer lugar en el premio estatal de poesía de los Colegios de Bachilleres de Yucatán en el 2014 y 2015, posteriormente participó en los talleres impartidos por los literatos Mario Bojorquez, Carlos Martín Briceño y Vicente Alfonso en la beca nacional del Festival Cultural Isste-Interfaz de Mérida en el 2016. Ha publicado en distintas revistas y antologías nacionales e internacionales y participado en distintos eventos literarios.En el 2017 tuvo sus inicios en la gestión cultural creando y dirigiendo el Encuentro Internacional de poesía Naufragio en Marcapiel y en marzo del  2019 organiza el Primer Encuentro Internacional de Literatura y Educación, ambos eventos realizados en la Feria Internacional de la lectura en Yucatán. En mayo de ese mismo año crea el Primer Festival Internacional de las Artes de Tecoh, México que tuvo como invitados a diversos artistas de Puerto Rico, Cuba y España, posteriormente en septiembre funge como artífice y promotor del Festival Internacional de Poesía en Tecoh, en el cual participaron poetas de México, Argentina, Colombia, Estados Unidos, Cuba y Guatemala, en el mismo evento funda la Presea Internacional de Poesía Raúl Renán. En el 2020 realiza el primer encuentro nacional de cuento en Yucatán en el municipio de Tixpéhual, México. Ha sido colaborador de diversos medios nacionales e internacionales como el Diario 16, Diario Siglo XXI y La Crónica de Hoy.   Autor de ocho libros de poesía y critica literaria editados en Chile, Argentina, Estados Unidos y España. En octubre del 2021 es recipiendario del Galardón Internacional Cóndor Mendocino, promovido por la asociación cultural con el mismo nombre y declarado ese mismo año de interés cultural por el honorable concejo deliberante de la municipalidad de Mendoza, Argentina.
En diciembre del 2021 crea y dirige el Encuentro Iberoamericano de Poesía Kanasín con el apoyo del ayuntamiento de la ciudad, en ese mismo mes recibe la Orden al Mérito Cultural y Literario de la Ilustre Municipalidad de Lolol, Chile. Posteriormente en marzo del 2022 fue nombrado Hijo Predilecto del municipio de Chapab, once años después que recibiera la misma distinción el dramaturgo mexicano Miguel Sabido.
Por su aporte social y cultural al municipio, el 25 de marzo del 2022 fue nombrado Hijo Predilecto de la ciudad de Hunucmá, México.
El trabajo de Rejón en la promoción cultural ha recibido diversos reconocimientos como el Premio Internacional a la Gestión Cultural  para la Construcción de la Humanidad Juan Calzadilla y el Reconocimiento a la Joven Gestión Cultural Iberoamericana otorgado por el Ayuntamiento de Salamanca. 
En noviembre del 2022 la Benemérita Universidad Autónoma de Puebla editó el libro Laberintos de la imagen, publicación que reúne el trabajo literario de Alejandro Rejón realizado del 2015 al 2022.
El 17 de octubre del 2023 fue nombrado Huésped Distinguido de la ciudad de Salamanca, España, en reconocimiento a su trayectoria literaria, convirtiéndose en la persona más joven en recibir dicha distinción del Ayuntamiento salmantino.
Del 2019 al 2023 fungió como asesor del departamento de promoción cultural de la Secretaría de Cultura del Estado de Yucatán.

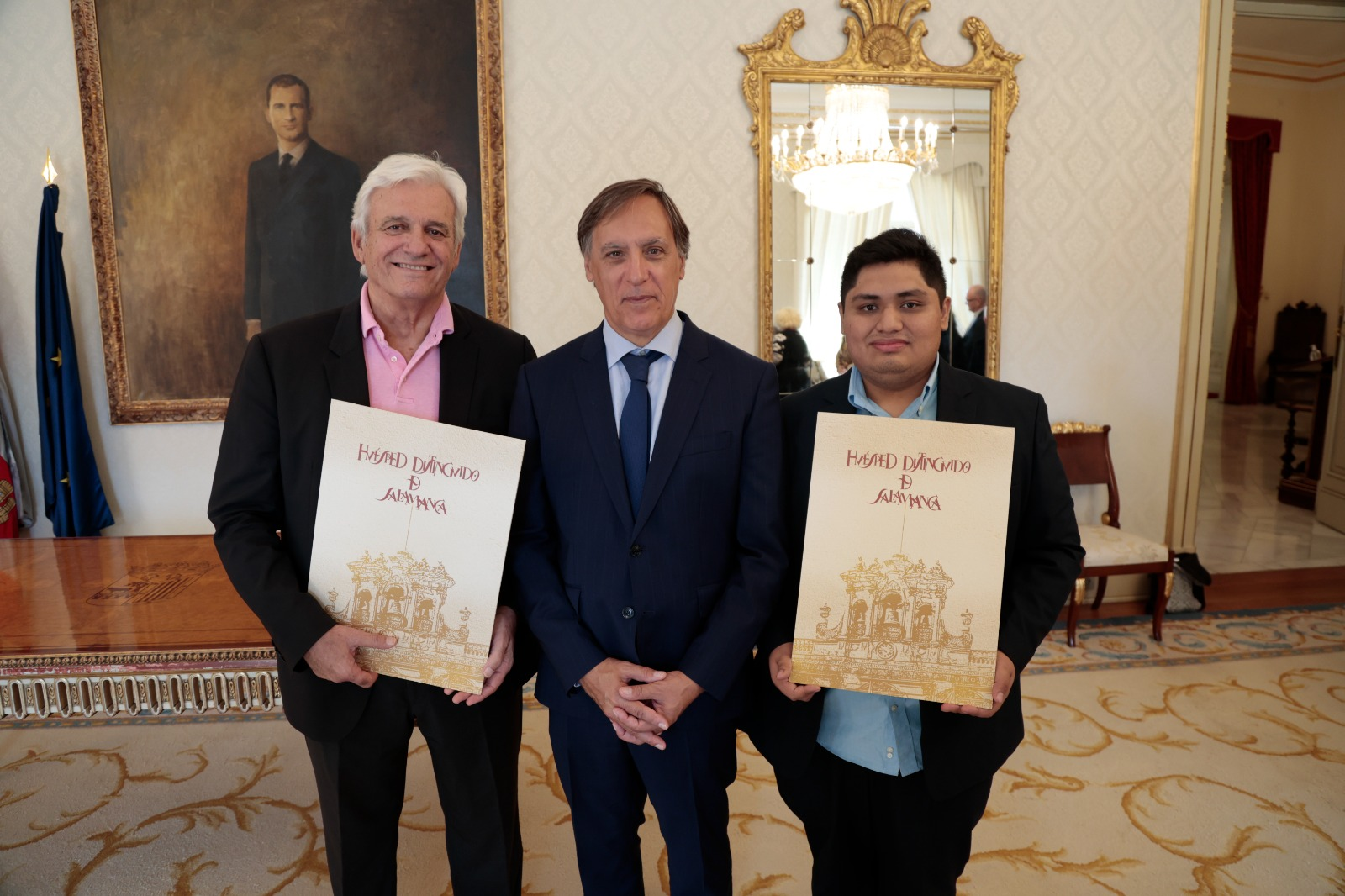
Alejandro Rejón recibiendo de manos del alcalde Carlos García Carbayo el título de Huésped Distinguido de Honor de la ciudad de Salamanca, España, junto con el poeta valenciano Rafael Soler 2023.

## Fomento a la lectura
Ha participado en lecturas y recitales de poesía en distintas escuelas primarias, universidades y recintos de México, Guatemala, Cuba y Bolivia con el fin de acercar la literatura a diversos públicos, esto, en el marco de distintos festivales internacionales donde ha sido invitado como el Festival Internacional de Poesía José María Heredia en Toluca, el Festival Internacional de Poesía contemporánea de San Cristóbal de Las Casas en Chiapas, el Festival Internacional de Poesía de la Habana, el Festival Internacional de Poesía de San José de Chiquitos, Bolivia y el Festival Internacional de Poesía de Quetzaltenango, Guatemala, en este último dando una plática en la universidad Mariano Gálvez. Como gestor y artífice del festival internacional de poesía de Tecoh fomentó la lectura a diversos sectores de dicha comunidad, lo anterior dio pie a la creación de la placa conmemorativa del festival que lleva su nombre y que está colocada en el centro cultural de Tecoh, México.

## Obras
Su trabajo poético ha sido publicado de manera prolífica en revistas y antologías de Colombia, España, Italia, Portugal, Argentina y México.

### Libros publicados
- Transcurso de un retrato cortado, Argentina, editorial Buenos Aires Poetry, 2019.[28][29]
- El agua rota de los sueños, USA, editorial Primigenios, 2020.[30][31]
- Relámpago de sed, Chile, editorial Andesgraund, 2020.[32]
- Fragmentos de sueño, España, editorial Camelot ediciones, 2020.[33][34]
- Laberintos de la imagen: poesía reunida (2015-2022), México, Benemérita Universidad Autónoma de Puebla, 2022.[35]
- El oro de los dioses: estudios literarios de la poesía peninsular contemporánea, UADY, 2023.
- Un sendero infinito: apuntes a la nueva poesía del sureste de México, UADY, 2023.
- La imagen escondida: ecocrítica sobre la poesía mexicana actual, Universidad Modelo, 2024.

### Publicaciones en revistas
- Poema "Bifurcación de la materia" en Bitácora de vuelos, septiembre de 2015.
- Poema "Lago Volátil" en Sinfín, no. 14, noviembre-diciembre, México, 2015.
- Poema "Entidades que se encienden",en Sinfín, no. 19, septiembre-octubre, México, 2016.
- Antología "Wilberth Alejandro Rejón Huchin", en TriploV de Artes, Religiones y Ciencias, no. 60, septiembre-octubre, Portugal, 2016.
- Antología "Niebla de sol" en Almiar, no. 87, julio-agosto, España, 2016.
- Antología "Poesía mexicana actual: Alejandro Rejón" en Círculo de poesía, 6 de septiembre de 2016, México.
- Antología "Poema de Wilberth Alejandro Rejón Huchin" en Revista Literaria Monolito, 21a de noviembre de 2016.
- Antología "Alejandro Rejon Huchin" en La Raíz Invertida: Revista latinoamericana de poesía, 20 de enero de 2017, Colombia.
- Antología "Abrojos y rimas: Alejandro Rejón Huchin" en  La Máscarada, 23 de enero de 2017, Cd de México, México.
- Antología "Poemas de Alejandro Rejón" en Ómnibus, no. 54, marzo del 2017, España.
- Antología "Alejandro Rejón Huchín.Poesías" en Soma: Arte y cultura., 28 de septiembre de 2017, México.
- Antología "Poemas de Alejandro Rejón Huchín" en Letralia, 9 de agosto de 2017, Venezuela.
- Antología "Tres poemas" en Revista Levadura, 20 de octubre de 2017, México.
- Antología "Alejandro Rejón Huchin - Due Inediti (Traduzione di Antonio Nazzaro)" en Alterier, 20 de abril de 2018, Italia.
- Antología "Tarde de lluvia en Toluca de Lerdo" en Buenos Aires Poetry, 13 de julio de 2019, Argentina.[36]
- Antología "Cinco poemas desde México" en Dos orillas, no.36-37, marzo del 2021, Algeciras, España.

#### Participación en antologías
- "Primera antología poética: Poesía Nómada", ediciones nómada, Argentina 2016.[37]
- "Poetas Allende de los mares", España, 2018.[38]
- "Poetas en el cosmovitral", H. Ayuntamiento de Toluca, 2018.[39]
- "Memoria del 15 Festival Internacional de Poesía de Quetzaltenango", Metáfora ediciones, Guatemala, 2019.[40]
- "Fragua de preces", Abra cultural, España, 2020.[32]
- "Una cantera lírica: tres jóvenes poetas mexicanos", Revista Tlamatini, Facultad de Humanidades, Universidad Autónoma del Estado de México.[41]

###### Como antologador
- Antología de poesía Yucateca contemporánea, revista Círculo de Poesía, 2016, ISSN 2007-5367.[42]
- Muestra de poesía actual de Quintana Roo, revista Círculo de Poesía, 2017, ISSN 2007-5367.[43]
- Serie de poesía del sureste de México, revista Círculo de Poesía, 2016-2018, ISSN 2007-5367.[44]
- Muestra de poesía Joven de Campeche, revista Círculo de Poesía, 2018, ISSN 2007-5367.[45]

## Participaciones
XXIII  Encuentro académico y cultural Sur-Sureste, Huatulco, Oaxaca, 2014
XVI Congreso Internacional de poesía y poética (BUAP) Puebla, México 2016.
Primer Festival Internacional de Poesía José María Heredia, Toluca, México, 2017.
XXII Festival Internacional de poesía de La Habana, Cuba, 2018.
Festival Internacional de poesía contemporánea, San Cristóbal de Las Casas, Chiapas, 2018.
Segundo Festival Internacional de Poesía José María Heredia 2018, Toluca.
XV Festival Internacional de poesía de Quetzaltenango, Guatemala, 2019.
Festival Internacional de poesía de San José de Chiquitos, Bolivia, 2019.
Feria Internacional de la Lectura, Yucatán, 2019.
Feria Internacional del libro de Venezuela, 2021.
Festival Internacional de Arte y Poesía, Etzatlán, Jalisco, 2022.
Encuentro Iberoamericano de poetas en Salamanca, España, 2022.
Encuentro Iberoamericano de poetas en Salamanca, España, 2023.

## Críticas
El crítico literario español Samir Delgado, ha dicho que su escritura poética "está anclada en la desmesura simbólica y el apetito cognoscitivo, debelador [sic] de una subjetividad lírica que embebida de los cimientos de la tradición mexicana, acomete con desenfado total y alegría sensitiva el desafío de irradiar nuevas ubicaciones y emplazamientos de fertilidad sobre el horizonte problemático del yo poético en la era virtual de la posmodernidad".
Por otro lado, la crítica literaria española Paloma Fernández Gomá en la revista cultural Dos Orillas de Algeciras, España, ha señalado sobre su trabajo poético: "Son poemas breves en su totalidad, de un hondo calado que van más allá de lo que transmite el lenguaje".

## Distinciones
- Visitante distinguido de la ciudad de Toluca, México, 2018.[58]

- Premio internacional de poesía Harold Von Ior, 2019.[28][59]
- Es grabado su nombre en la placa conmemorativa del Festival Internacional de Poesía de Tecoh, localizada en el teatro y centro cultural del municipio, esto, en reconocimiento de haber sido director y fundador del evento, 2019.[60]

- Reconocimiento internacional al mérito cultural, H. Ayuntamiento de Tecoh, México, 2020.[32][61]
- Reconocimiento a su labor en la creación de proyectos internacionales en beneficio de la comunidad artística, literaria y cultural, Secretaría de Seguridad Ciudadana, Gobierno de Tlaxcala, 2020.[62][63][64][65]
- Medalla Internacional de la Cultura y las Artes "Kermith Garrido González", 2021.[66][67]
- Galardón Internacional Cóndor Mendocino, Asociación cultural Cóndor Mendocino, Mendoza, Argentina, 2021.[68][48]
- Visitante distinguido de la ciudad de Etzatlán, Jalisco, Gobierno Municipal de Etzatlán, México, 2022.[69]
- Diploma de honor al mérito, Academia Latinoamericana de Literatura Moderna y Asociación Académica de Historiadores Iberoamericanos, 2022.[70]
- Reconocimiento a la Joven Gestión Cultural Iberoamericana, Ayuntamiento de Salamanca, Fundación Salamanca Ciudad de Cultura y Saberes, 2022.[71]
- Premio Internacional a la Gestión Cultural para la Construcción de la Humanidad Juan Calzadilla, Fundación Cultura Sur y Encuentro Poético del Sur, Venezuela, 2022.[72]
- Huésped distinguido de Salamanca, España, 2023.[73]
- Yucateco Distinguido, Gobierno del Estado de Yucatán, México, 2023.[74]

## Condecoraciones
- Orden al Mérito Cultural y Literario, Ilustre Municipalidad de Lolol, Chile, 2021.[75][76]
- Hijo Predilecto de Chapab de las flores, H. Ayuntamiento de Chapab, 2022.[77]
- Hijo Predilecto de la ciudad de Hunucmá, México, Ayuntamiento de Hunucmá, 2022.[78][79]
- Medalla Iberoamericana Fray Luis de León al mérito filosófico y literario, Gobierno Municipal de Hunucmá, México, 2022.[80]